# Cybinka
Cybinka là một thị trấn thuộc huyện Słubicki, tỉnh Lubuskie ở tây Ba Lan. Thị trấn có diện tích 6 km². Đến ngày 1 tháng 1 năm 2011, dân số của thị trấn là 2689 người và mật độ 508 người/km².